# Licinio di Angers
Licinio, in francese Lézin, (fl. VI-VII secolo) fu vescovo di Angers tra il VI e il VII secolo, ed è venerato come santo dalla Chiesa cattolica.

## Biografia e agiografia
Gli antichi cataloghi episcopali di Angers pongono il santo vescovo Licinio tra il 13º e il 15º posto, preceduto da Audoveo, documentato ancora nel 590 e seguito da Caidulfo, di cui non si conosce nulla; il successore di quest'ultimo, Magnobodo, divenne vescovo nel 610. È tra questi anni che si deve collocare l'episcopato di Licinio. Storicamente il santo è attestato in una sola occasione, quando ricevette nel 601 una lettera da Gregorio Magno, che gli raccomandava alcuni missionari che il papa inviava in Inghilterra. Il nome di Licinio è menzionato anche nel testamento di Bertrando di Le Mans, vescovo dal 586 ad oltre il 616.
Di san Licinio esiste anche una Vita, documento ritenuto bien suspect da Duchesne, secondo la quale Licinio era stato conte della città, carica che abbandonò quando la sua fidanzata, prima del matrimonio, fu colpita dalla lebbra; entrato nel clero cittadino, fu scelto, suo malgrado, all'unanimità dal popolo come vescovo di Angers. La stessa biografia racconta che il santo fondò un monastero nei pressi della città, nel quale venne sepolto dopo la sua morte, che la Vita data al 1º novembre.
L'odierno Martirologio Romano, riformato a norma dei decreti del concilio Vaticano II, ricorda il santo vescovo con queste parole: